# Èucrates (general)
Èucrates (en llatí Eucrates, en grec antic Εὐκράτης) fou un general atenenc que va operar a Tràcia cap a la darrera part del segle V aC. El menciona Aristòfanes a la seva Lisístrata. Es una persona diferent del demagog Èucrates d'Atenes, però probablement és el mateix que el general Èucrates germà de Nícies.